# Леприкон 8: Повратак Леприкона
Леприкон 8: Повратак Леприкона (енгл. Leprechaun Returns) амерички је комични хорор филм из 2018. године, режисера Стивена Костанског. Главне улоге тумаче Тејлор Спрејтлер, Пепи Сонуга, Марк Холтон и Линден Порко, који је у насловној улози заменио Ворвика Дејвиса. Филм представља директан наставак првог дела из 1993. Холтон се вратио у улогу Озија Џоунса, а Спрејтлер тумачи ћерку Тори Рединг, коју је у оригиналу играла Џенифер Анистон. Њен лик се, такође, накратко појављује у филму, а пошто Анистон није желела да репризира улогу, заменила ју је Хедер Макдоналд.
Филм је 11. децембра 2018. објављен као видео на захтев у дистрибуцији продукцијске куће Lionsgate. Након тога, имао је телевизијску премијеру 17. марта 2019. на каналу Syfy. У јуну је објављен на ДВД-у и блу-реју. На опште изненађење, после низа неуспешних наставака, филм је добио позитивне оцене критичара и публике. На сајту Ротен томејтоуз оцењен је са 50%, што га чини најбоље оцењеним филмом у серијалу, укључујући и први део.

## Радња
Зли Леприкон се још једном враћа у потрагу за својим златом. Овога пута мета ће му бити ћерка Лајла Џенкинс и њени пријатељи. Лајла је ћерка Тори Рединг, девојке која је зауставила Леприкона у првом делу. Тори је у међувремену преминула од канцера, али ће њен стари пријатељ, Ози, бити ту да помогне...

## Улоге
| Глумац                 | Улога                   |
| ---------------------- | ----------------------- |
| Тејлор Спрејтлер       | Лајла Џенкинс           |
| Пепи Сонуга            | Кејти                   |
| Сај Бенет              | Роуз                    |
| Линден Порко           | Леприкон                |
| Марк Холтон            | Ози Џоунс               |
| Емили Рид              | Мередит                 |
| Бен Макгрегор          | Енди                    |
| Оливер Левелин Џенкинс | Метју                   |
| Хедер Макдоналд        | Тори Рединг (глас)      |
| Пит Спирос             | поштар                  |
| Леон Килингман         | универзитетски саветник |